# Jon Eley
Jonathan Paul Eley, noto come Jon Eley, (Solihull, 19 agosto 1984), è un pattinatore di short track britannico.
Ha rappresentato la Gran Bretagna ai Giochi olimpici di Soči 2014. 

## Palmarès
- Campionati mondiali

Gangneung 2008: bronzo nella staffetta 5.000 m;
Montréal 2014: bronzo nella staffetta 5.000 m;
- Campionati europei

Ventspils 2008: oro nei 500; argento nella staffetta 5.000 m;
Dresda 2010: argento nei 500; bronzo nella staffetta 5.000 m;
Heerenveen 2011: bronzo nella staffetta 5.000 m;
Mladá Boleslav 2012: bronzo nei 500 m;
- Campionati mondiali giovanili

Pechino 2004: bronzo in classifica generale;